# فرهاد حسین زاده لطفی
فرهاد حسین‌زاده لطفی (زاده ۱۵ اردیبهشت ۱۳۴۶) ریاضیدان ایرانی و دارای رتبه استادی در دانشگاه است وی تا خرداد ۱۳۹۶ معاون آموزشی دانشگاه آزاد اسلامی  بود.

## زندگی‌نامه
فرهاد حسین‌زاده لطفی (Farhad Hosseinzadeh Lotfi) در سال ۱۳۴۶ در شهرستان بابل استان مازندران متولد شد. حسین‌زاده کودکی خود را در یکی از روستاهای شهرستان بابل سپری کرد و پس از دیپلم کارشناسی دبیری ریاضی خود را از دانشگاه یزد در سال ۱۳۷۰ دریافت نمود و در ادامه کارشناسی ارشد ریاضی کاربردی را دانشگاه آزاد واحد لاهیجان در سال ۱۳۷۴ به پایان رساند. حسین‌زاده موفق به اخذ درجه دکترای تخصصی ریاضی کاربردی از دانشگاه آزاد واحد علوم و تحقیقات تهران به راهنمایی  غلامرضا جهانشاهلو در سال ۱۳۷۸ شد.
فرهاد حسین‌زاده لطفی در سال ۱۳۷۹ درجه استادیاری خود را دریافت نمود و سپس بعد از ۵ سال موفق به اخذ درجه دانشیاری در سال ۱۳۸۴ شد. او در سال ۱۳۸۸ درجه استادی خود را در رشته ریاضی کاربردی گرایش تحقیق در عملیات دریافت نمود و اکنون استاد تمام گروه ریاضی دانشگاه آزاد اسلامی واحد علوم و تحقیقات (تهران) می‌باشد.

## سوابق اجرایی
فرهاد حسین‌زاده لطفی پس از استادیاری در دانشگاه به عنوان مدیر گروه ریاضی کارشناسی ارشد دانشگاه آزاد اسلامی واحد علوم و تحقیقات (تهران) در سال ۱۳۸۳ انتخاب شد و در سال ۱۳۸۴ معاون دانشکده علوم پایه دانشگاه آزاد اسلامی واحد علوم و تحقیقات (تهران) شد.
وی رئیس دانشکده علوم پایه دانشگاه آزاد اسلامی واحد علوم و تحقیقات (تهران) در سال‌های ۱۳۸۵ الی ۱۳۸۷ بود و پس از مدتی با حکم  جاسبی (ریاست وقت دانشگاه) معاون پژوهشی دانشگاه آزاد اسلامی واحد علوم و تحقیقات (تهران) در سال‌های ۱۳۸۷ الی ۱۳۹۱ شد.
از فعالیت علمی وی می‌توان مدیر مسئول مجله علمی – پژوهشی ریاضیات صنعتی از سال ۱۳۷۷ تا کنون و عضو هیئت تحریریه مجله Iranian Journal of Optimization دانست. فرهاد حسین‌زاده لطفی پس از تغییر رئیس دانشگاه آزاد اسلامی در زمان  فرهاد دانشجو از سمت معاونت دانشگاه کنار گذاشته شد.
پس از تغییر مجدد رئیس دانشگاه در زمان تصدی  میرزاده فرهاد حسین‌زاده به عنوان معاون پژوهشی واحد علوم و تحقیقات ۱۳۹۰ الی ۱۳۹۲ انتخاب شد و پس از ان به عنوان رئیس دانشگاه آزاد اسلامی واحد تهران مرکزی ۱۳۹۲ الی ۱۳۹۴ بعد از آقای فردوس حاجیان انتخاب گردید. از فعالیت‌های وی در این دوران می‌توان به موارد زیر اشاره کرد.
- عضو هیئت عالی جذب اعضای هیئت علمی[۹]
- رئیس گروه مطالعات علم و فناوری در پژوهشکده چشم‌انداز و آینده پژوهی[۱۰]
- عضو شورای دانشگاه آزاد اسلامی از سال ۱۳۹۲[۱۱]
- عضو شورای راهبردی پژوهش و فناوری دانشگاه آزاد اسلامی از سال ۱۳۹۲
- عضو شورای برنامه‌ریزی دانشگاه آزاد اسلامی از سال ۱۳۹۲
- عضو شورای گسترش دانشگاه آزاد اسلامی از سال ۱۳۹۲
- مشاور رئیس دانشگاه و عضو شورای مجازی بخشنامه هادر دانشگاه آزاد اسلامی از سال ۱۳۹۲
- عضو کمیته نظام مدیریت اسلامی شدن دانشگاه‌ها و مراکز آموزشی از سال ۱۳۹۳

وی در سال ۱۳۹۴به عنوان معاون آموزشی و تحصیلات تکمیلی دانشگاه آزاد اسلامی انتخاب گردید و در زمان ریاست  نوریان تا خرداد ۱۳۹۶ عهده‌دار این پست بود. که در همین زمان به عنوان مشاور رئیس دانشگاه آزاد اسلامی در امور آموزشی دانشگاه انتخاب گردید.
فرهاد حسین‌زاده لطفی معتقد بود معاونت آموزش و تحصیلات تکمیلی دانشگاه، معاونت مربوط به اصلی‌ترین فعالیت دانشگاه است. جایی که اولویت‌های اصلی دانشگاه آزاد اسلامی، یعنی کیفیت بخشی در آموزش را پیش می‌برد. حسین‌زاده لطفی فرایند ارتقا استادان در دانشگاه را بهبود و تسریع داد بطوریکه در مدت ۳ سال پرونده بیش از ۴۰۰۰ عضو هیئت علمی برای ارتقا بررسی گردید. همچنین نمره مردودی را در کارنامه تحصیلی دانشجویان بی اثر گردانید.

## افتخارات
فرهاد حسین‌زاده لطفی افتخارات بسیاری را کسب نموده‌است که به عنوان مثال می‌توان موارد زیر را اشاره نمود.
فرهاد حسین‌زاده لطفی توانست جایگاه نفر دوم دنیا در پایگاه داده اسکوپوس در تولید علم تحلیل پوششی داده‌ها کسب کند. و دارای نشان جایزه ویژه پژوهشی امام خمینی به عنوان پژوهشگر برتر دانشگاهی می‌باشد. حسین‌زاده لطفی در طول مدت ۵ سال از سال‌های ۲۰۰۵ الی ۲۰۱۰ در یکی از مجلات معتبر Elsevier مقاله برتر را از نظر ارجاع داشته‌است.
- پژوهشگر برتر منطقه ۸ در سال ۱۳۸۲
- پژوهشگر برتر کشور در سال ۱۳۸۵
- پژوهشگر برتر دانشگاه آزاد اسلامی در سال ۱۳۸۶
- پژوهشگر برتر کشور در سال ۱۳۸۷
- مدیر پژوهشی برتر کشور ۱۳۸۹
- مدیر پژوهشی برتر دانشگاه آزاد اسلامی ۱۳۹۰
- انتخاب مقاله برتر در سلسله همایش‌های چشم‌انداز ایران ۱۴۰۴ در سال ۱۳۹۰
- انتخاب مقالات زیر از سوی مجله Applied Mathematics and Computation به عنوان ۱۰ مقاله برتر از نظر ارجاع (Top Sited) بین سال‌های ۲۰۰۵ تا ۲۰۱۰
- An algorithmic method to extend TOPSIS for decision-making problems with interval data[۲۰]
- Extension of the TOPSIS method for decision-making problems with fuzzy data[۲۱]

## دستاوردهای پژوهشی
```
فرهاد حسین‌زاده لطفی بیش از ۳۲۲ مقاله علمی در نشریات مختلف چاپ کرده‌است که در حدود ۲۰۰ مقاله معتبر بین‌المللی
[
۲۲
]
 می‌باشد و کل مقالات را می‌توان آن‌ها در اکانت
```

مقالات در گوگل اسکولار
مقالات در اسکوپوس
از فرهاد حسین‌زاده لطفی ۲۱۸ مقاله در کنفرانس‌های مختلف ملی و بین‌المللی چاپ شده‌است.
همچنین ۱۸ کتاب علمی را با عناوین زیر چاپ نموده‌است.
1. مبانی ریاضیات سال ۱۳۸۷
2. تحلیل پوششی داده‌ها و کاربردهای آن ۱۳۸۷
3. آمار و احتمالات ۱۳۸۷
4. مدل‌ها و مدل‌سازی ریاضی ۱۳۸۸
5. کاربرد کامپیوتر در ریاضیات ۱۳۸۸
6. کاربرد کامپیوتر در مهندسی صنایع ۱۳۸۸
7. احتمالات و ریاضیات مهندسی ۱۳۸۸
8. سری فوریه و معادلات دیفرانسیل ۱۳۸۹
9. توابع مختلط ۱۳۸۹
10. تحقیق در عملیات ۱ سال ۱۳۹۰
11. ریاضیات مالی و سرمایه‌گذاری ۱۳۹۰[۲۴]
12. تحقیق در عملیات ۲ سال ۱۳۹۱
13. تحلیل پوششی داده‌های نادقیق برای هدف گذاری ۱۳۹۱
14. الگویابی ۱۳۹۲
15. تحلیل پوششی داده‌ها و تکنیک سلسله مراتبی ۱۳۹۲
16. مقدمه‌ای بر برنامه‌ریزی خطی ۱۳۹۲
17. اصول نظریه گراف ۱۳۹۳
18. آماده‌سازی مقالات با لاتکس ۱۳۹۴
19. Supply Chan Performance Evaluation Application of Data Envelopment Analysis 2023